# نظریه پروتوتایپ
نظریه پروتوتایپ نظریه‌ای در فلسفه ذهن و روانشناسی است که نخستین بار توسط الئانر راش روانشناس برجسته آمریکایی مطرح شد.

## مبانی نظریه
نظریه پروتوتایپ بر اساس نحوه گروه‌بندی مفاهیم ذهنی توسط مردم پاپوآ گینه نو مطرح شده‌است. این نظریه از شناخته‌شده‌ترین نظریه‌های روانشناسی و فلسفه ذهن می‌باشد. این نظریه با نظریه نمونهها که توسط رابرت نوزوفسکی مطرح شده تفاوت دارد. طبق نظریه پروتوتایپ‌ها شناخت گروه‌های مفهومی توسط افراد بشر نه بر مبنای نمونه‌ها بلکه بر مبنای پروتوتابپ‌ها که مهم‌ترین عضو این گروه‌ها هستند صورت می‌گیرد.